# Gaspar Garrote
Gaspar Garrote Bernal (nacido en 1962) es un crítico literario español.

## Biografía
Estudió en la Universidad Complutense de Madrid, donde fue discípulo de Antonio Prieto; allí se doctoró en Filología (1990) y fue premio extraordinario de doctorado (1991). Fue profesor en las Universidades Complutense y Europea de Madrid, donde también trabajó en su gestión y dirección, y profesor visitante de la de Chicago. Desde 2003 es profesor titular de Literatura española en la Universidad de Málaga, de cuyo Consejo de Gobierno forma parte desde 2008, y donde ha sido vicedecano de Ordenación Académica de la Facultad de Filosofía y Letras (2004-2008) y director del Curso de Español para Extranjeros (2009-2014). En 2014 fue nombrado director de Secretariado de los Cursos de Español para Extranjeros de la Universidad de Málaga. Desde 2016 es Vicerrector de Estudios de Posgrado de la Universidad de Málaga.
Especializado en poesía del Siglo de Oro, ha editado la obra de Vicente Espinel y Juan de Arguijo y publicado casi un centenar de títulos entre artículos y libros y actualmente forma parte del grupo de investigación del Plan Nacional sobre “Recepción y canon de la literatura española del Siglo de Oro en los siglos XVIII, XIX y XX”. Es editor de Analecta Malacitana y miembro del Consejo de Redacción de las revistas Lectura y Signo (Universidad de León) y Philologica Wratislaviensia (Philological School of Higher Education de Wroclaw, Polonia).

## Obras
- Trayectorias poéticas del Veintisiete (1994), 3ª ed. 2003.
- Por amor a la palabra. Estudios sobre el español literario (2008)
- Tres poemas a nueva luz. Sentidos emergentes en Cristóbal de Castillejo, Juan de la Cruz y Gerardo Diego (2012)
- El conflicto lingüístico en España: lección inaugural pronunciada el día 2 de octubre en el solemne acto del curso académico 1997-1998 Villaviciosa de Odón: Universidad Europea-CEES, 1998. ISBN 84-88881-72-X
- Claves de la obra poética [de] Fray Luis de León Madrid: Ciclo, 1990. ISBN 84-87430-80-5
- Con Begoña Díez Huélamo,Obras clave de la lírica española, en lengua castellana, Madrid: Ciclo, 1990. ISBN 84-87430-02-3
- La obra poética, Blas de Otero Madrid: Ciclo, 1989. ISBN 84-87430-59-7
- Claves para la lectura de la obra poética de Fray Luis de León Madrid: Daimon, 1986. ISBN 84-231-5013-5
- Ed. de Juan de Arguijo, Poesía (2004)
- Ed. de Vicente Espinel, Diversas rimas (2008).[5]